# Stiv Bators
Steven John Bator, beter bekend als Stiv Bators (Youngstown, 22 oktober 1949 – Parijs, 3 juni 1990) was een Amerikaans zanger, componist en gitarist. Hij werd vooral bekend met zijn bands The Dead Boys en The Lords of the New Church. In de loop van zijn carrière speelde Bators bij verschillende bands, waaronder Hormones (met Dennis Comeau en Andre Siva), Frankenstein, The Wanderers en The Whores of Babylon (met Dee Dee Ramone en Johnny Thunders). Hij trad tevens als solo-artiest op bij het platenlabel Bomp! Records.

## Biografie

### Carrière
Bators begon in de jaren 70 met garagerock te spelen. Als leadzanger van de Dead Boys verkreeg Bators grote bekendheid. Hij hielp tijdens zijn periode bij deze band mee met de ontwikkeling van punkrock. De band werd mede door zijn werk al snel populair in CBGB's, de muziekclub in New York City's East Village. De Dead Boys speelden mee in de onafhankelijke films Punking Out (1978), Live at CBGB's (1977) en Crash 'n' Burn (1977).
Nadat de Dead Boys in 1979 uit elkaar gingen, tekende Bators een contract bij Bomp! Records. Bators wilde als solo-artiest proberen zijn Dead Boys-image te ontgroeien, maar dat verliep moeizaam. Bators nam meerdere singles op, maar de meeste hiervan werden nooit uitgebracht. Tevens maakte hij een lp, Disconnected, welke uitkwam in 1980. Een album getiteld L.A. L.A. volgde in 1994.
Nadat de band Sham 69 uiteenviel, richtte Bators samen met Dave Tregunna, de ex-bassist van Sham 69, de band the Wanderers op. Deze band maakte een conceptalbum, Only Lovers Left Alive (uitgebracht in mei 1981), samen met twee singles.
Later in 1981 richtte Bators zijn tweede bekende band op; The Lords of the New Church, samen met Brian James van The Damned en Dave Tregunna van Sham 69. The Lords kregen vooral bekendheid vanwege hun liveoptredens. Zo hing Bators zichzelf een keer op tijdens een show; een stunt die misging en hem bijna fataal werd. De band bracht vijf albums uit. In 1989 gingen de Lords uit elkaar nadat Bators zijn rug bezeerde en Brian James in het geheim op zoek ging naar een nieuwe zanger.
Later in zijn carrière kreeg Bators ook bekendheid als acteur. In 1981 was hij te zien in de film Polyester van John Waters. Zeven jaar later had hij een cameo als "Dick Slammer", zanger van "The Blender Children", in de komedie Tapeheads.
In december 1985 ging Bators naar New York om met zijn vriend Michael Monroe te werken aan een videoclip voor Artists United Against Apartheid.

### Persoonlijk leven
Eind jaren 70 had Bators een relatie met model/zangeres Bebe Buell, moeder van Liv Tyler. Nadat deze relatie stukliep, verhuisde Bators naar Engeland en trouwde met Anastasia Maisoneuve. Ook dit huwelijk liep op de klippen, waarna Bators naar Parijs verhuisde. Daar bleef hij tot zijn dood wonen.

### Dood
In de zomer van 1990 werd Bators overreden door een taxi in Parijs. Hij werd naar een ziekenhuis gebracht, maar zou volgens getuigen na een paar uur op eigen initiatief alweer vertrokken zijn omdat hij niet geholpen werd en zelf van mening was dat hij geen ernstig letsel had overgehouden aan de aanrijding. Die nacht overleed hij in zijn slaap, mogelijk aan de gevolgen van een hersenschudding.
Volgens Dave Tregunna wilde Bators dat zijn as zou worden uitgestrooid over Jim Morrison’s graf in Parijs; iets wat zijn vriendin Caroline gedaan zou hebben. Volgens John Waters zou Caroline echter aan hem opgebiecht hebben een deel van de as te hebben gehouden om dichter bij Bators te kunnen zijn.

## Eerbetoon
Demolition 23 droeg het lied "Deadtime Stories" (geschreven door Michael Monroe en Jude Wilder) op aan Bators. De tekst van het lied bevat meerdere referenties naar Bators.
De nummers Use Your Illusion I en Use Your Illusion II van Guns N' Roses eindigen allebei met het citaat "Ain't It Fun, - Stiv Bators".
De band The Bators uit Montreal is vernoemd naar Stiv Bators. Ook de band The Stivs uit Portland is naar hem vernoemd.

## Discografie

### Met The Dead Boys
- Lp's
  - Young, Loud and Snotty - Sire Records 1977
  - We Have Come for Your Children - Sire Records 1978
- Latere uitgaven
  - Night of the Living Dead Boys - Bomp! Records 1981
  - The Return of the Living Dead Boys - Revenge 1987 (Import/France)
  - Liver Than You'll Ever Be - Various Labels 1988 (Import/Various)
  - Younger, Louder and Snottier - Bomp! 1997
  - Twistin' on the Devil's Fork - Hell Yeah / Bacchus 1998
  - All This and More - Bomp! 1998
  - 3rd Generation Nation - Bad Boy Production 1999
- 7" singles
  - Sonic Reducer - Sire Records 1977
  - Tell Me - Sire Records 1977
  - Search and Destroy - Revenge 1977 (Import/France)
  - Buried Gems - Cold Front 2000
  - Paul Sherry goes Back - The Paul Sherry Sessions 2007

### Met Lords of the New Church
- Studioalbums
  - The Lords of the New Church (1982)
  - Is Nothing Sacred? (1983)
  - The Method to Our Madness (1984)
- Live-albums
  - Scene of the Crime (1988)
  - Live at the Spit (1988)
  - Second Coming (1989)
  - The Lord's Prayer II (2003)
- Compilatie-albums
  - Killer Lords (1985)
  - The Lord's Prayer I (2002)
- Singles
  - Live for Today 12" (1983)
  - Psycho Sex 12" (?)
  - Like a Virgin 12"  (1985)
  - Dance with Me 12" (1987)

### Met the Wanderers
- Studio-albums
  - Only Lovers Left Alive (Polydor Records; #POLS 1028); rel. May 1981
  - Only Lovers Left Alive (Captain Oi Records reissue on CD; #AHOY CD 141) rel. 2000
- Singles
  - "Ready to Snap" b/w "Beyond the Law" (Polydor Records; #POSP 239); rel. March 1981
  - "The Times They Are A-Changin'" b/w "It's a Little Bit Frightening" (Polydor Records; #POSP 284); re. July 1981

### Solo
- Albums
  - 1980 - Disconnected
  - 1983 - The Lord and the New Creatures
  - 1988 - Live at the Limelight
  - 1992 - I Wanna Be a Dead Boy...
  - 1994 - L.A. L.A.
  - 1994 - Sonic Reducer - Les Genies Du Rock
  - 1996 - The Last Race
  - 2004 - L.A. Confidential
- Singles
  - "It’s Cold Outside" b/w "The Last Year" (Bomp Records 7" BOMP 124); rel. May 1979
  - "Circumstantial Evidence" b/w "Not That Way Anymore" (Bomp Records 7"; #45-128); rel. Jan. 1980
  - "Not That Way Anymore" b/w "Circumstantial Evidence" (Phantom Records, Australië 7"; #PH-5); rel. 22 juli 1980
  - "Too Much To Dream" (12"); rel. 1980
  - "Story In Your Eyes" b/w "Have Love Will Travel" (Bomp Records 12"; #45-12136); rel. fall 1986
  - "Here’s A Heart" (12"), door Lyres met Stiv; rel. 1988
  - "King of the Brats" (7"); rel. 1994